# The Sweetest Sounds
The Sweetest Sounds - Ilse Huizinga Sings the Music of Richard Rodgers is het derde album van de Nederlandse jazz-zangeres Ilse Huizinga. Dit album werd genomineerd voor een Edison Jazz Award.

## Lijst van nummers
1. Getting To Know You - (5:05)
2. Where Or When - (4:08)
3. The Sweetest Sounds - (6:29)
4. If I Loved You - (3:56)
5. This Can't Be Love - (4:26)
6. Falling In Love With Love - (4:18)
7. Ship Without A Sail - (6:47)
8. Something Wonderful - (6:07)

Alle muziek gecomponeerd door Richard Rodgers. Teksten door Lorenz Hart en Oscar Hammerstein II.

## Bezetting
- Ilse Huizinga - zang
- Erik van der Luijt - piano
- Sven Schuster - contrabas
- Steve Altenberg - drums
- Ed Verhoeff - gitaar
- Jeroen Rol - trombone
- Enno Spaanderman - sopraansaxofoon
- Ferdinand Povel - tenorsaxofoon